# 新潮45
新潮45（しんちょうよんじゅうご）は、かつて新潮社が発行していた月刊誌。1982年に創刊され、2018年9月18日発売の10月号を以って休刊した（事実上の廃刊）。

## 歴史
1982年4月に5月号で創刊。創刊時の誌名は『新潮45+』（しんちょうよんじゅうごプラス）で、当初は45歳以上の中高年以上を対象とし、生き甲斐と健康情報をテーマにし、文化人が寄稿していた。創刊CMでも活字が大きくて老眼の中高年にも読みやすいことをアピールしていた。
もともとは文芸畑出身の新田敞出版部長が企画して創刊されたものだったが、売上低迷により廃刊が検討され、その際に重役齋藤十一の管轄となった。編集長は斎藤門下で『週刊新潮』編集部出身の亀井龍夫が指名され、1985年5月号から誌名を『新潮45』に改め、「日記と伝記とノンフィクション雑誌」を特徴としてリニューアルされる。同時に約50ページの増ページとともに定価も450円から700円に値上げした。さらに保守系、反リベラル路線にカラーを一新することで売上を伸ばした。“人間の生と死を探求する視点を継承しつつ、さらに「発見力」を高めたい読者に届ける新総合月刊誌”を称している。なお、初期は『死ぬための生き方』や、『生きるための死に方』（共に新潮文庫）などの、死生学を扱うことが多かった。その後は事件ものも扱うようになる。
ビートたけしが連載を持ち、それをまとめた単行本「だから私は嫌われる」などはベストセラーになった。
その後、編集長は石井昂から早川清を経て、2001年から2008年にかけて中瀬ゆかりが担当。中瀬編集長体制下では、30代から40代の女性読者を対象にして、犯罪、事件、芸能、スポーツ、セレブ等を題材にした巻頭特集「13の事件簿」を連載開始。さらに岩井志麻子、中村うさぎら人気の女性作家が性行為に関する連載を持つようになる。事件とエロを二大柱にしたことで業界人からは「平成のカストリ誌」の異名を取る。男性読者が離れて女性読者の割合が増えたというが、部数増の結果を残せなかった。
2002年、同年から開始の新潮ドキュメント賞の発表誌となる。
2008年11月号から宮本太一が新編集長に就任。月刊誌の休刊が相次ぐ中で好調の『文藝春秋』をライバル誌に見据え、新潮ジャーナリズム路線への回帰を打ち出す。そのリニューアルで女性を対象にしたセックス記事と事件簿シリーズは打ち切られた。2011年6月号から編集長が三重博一に交代。
2015年、ノンフィクションジャンルで唯一あった雑誌が休刊したことを受けて、8月号から「ノンフィクション全開宣言!!」をテーマに掲げて活動している。
2016年9月号から編集長が若杉良作に交代。編集長が若杉に交代して以降、雑誌のスタンスが以前より明確に「右寄り」になったことを、しばしば寄稿していた竹内洋や小田嶋隆が指摘している。
2018年9月25日、新潮社は、同年10月号の特別企画の件を受け、編集体制の不備などを理由に休刊と、佐藤隆信社長と編集担当役員への2人の3カ月間の10%の減俸処分を発表。「新潮45」は2018年10月号（9月18日発売）を最後に事実上の廃刊となった。休刊について「限りなく廃刊に近い休刊」であるとし、「部数低迷に直面し、試行錯誤の過程において編集上の無理が生じ、企画の厳密な吟味や十分な原稿チェックがおろそかになっていたことは否めない」などとした。

## 話題になった記事
- 1987年5月号で川端康成邸で見つかった原稿が、川端の初期未発表作品だったとして編集部で「世の終り」と仮題をつけて掲載。文学史上の発見と報じられる[19]。ところが同誌発売前にその13枚の短編小説は横光利一作品とほぼ同一であることが判明。誤報だった[20][21][22]。
- 1994年6月号の誌上に『あえて書く 青年海外協力隊堕落論』を掲載[23]。著者の石橋慶子は、青年海外協力隊の隊員でホンジュラスに派遣された経験を持ち、発展途上国支援の美名の裏にある実態を暴露した内容であった[23]。記事掲載後、青年海外協力隊への批判がマスメディアで多数取り上げられた（青年海外協力隊堕落論）。当時の協力隊事業主体であった、特殊法人国際協力事業団（通称JICA、現在の独立行政法人国際協力機構）が、自ら発行する機関誌『クロスロード』に協力隊事務局長へのインタビュー形式で反論を掲載するに至った[24]。
- 石井昴編集長時代の1998年3月号に掲載した堺市通り魔事件を取材した髙山文彦の「『幼稚園児』虐待犯人の起臥」）で、犯行当時19歳（未成年）だった男性被告人の実名報道と顔写真を掲載した。そのため、同被告人から少年法第61条違反とプライバシー侵害による損害賠償請求の民事訴訟を起こされ、一審の大阪地方裁判所で新潮社は敗訴したが、2000年2月29日、大阪高等裁判所は原告の請求を却下し、原告が最高裁判所への上告を取り下げた事から、確定判決となった[25]。
- 2005年10月号では作家の中村うさぎが風俗嬢に挑戦した体験記を発表[26]。中村によれば、使用した源氏名が「叶恭子」だったことから、叶姉妹から『新潮45』編集長宛に「名誉棄損とパブリシティーの侵害」との内容証明が届いたという[27]。
- 死刑判決を受けた元暴力団組員が、まだ明るみに出ていなかった3件の殺人事件（上申書殺人事件）を告白する手記を2005年11月号に掲載し、同時に警察へも通報し、茨城県警察には元暴力団組員の上申書を提出した。発売と同日に『NHKニュース7』が取り上げ、各新聞も後追い報道をする反響を呼ぶ。3件の殺人の主犯と名指しされた不動産ブローカーは『週刊文春』に実名と写真入りで登場して反論したが、2007年1月26日にこの不動産ブローカーを含む8人が逮捕。1件のみが起訴され、不動産ブローカーは無期懲役が確定した。この事件の担当記者は2008年から編集長も務めた宮本太一。2009年出版の『凶悪 ある死刑囚の告発』を原作に『凶悪』として2013年に映画化され、宮本がモデルの主役は山田孝之が、中瀬ゆかりがモデルの編集長を村岡希美が演じるなど『新潮45』をモデルとした『明潮24』編集部が登場している[28][29][30][31]。
- 2006年9月号「昭和&平成芸能史『女と男』13の修羅場」で、藤あや子の私生活に関する記事を掲載。藤はプライバシーを侵害されたとして、発行元の新潮社などに対し3300万円の損害賠償を求めて訴訟を起こした。新潮社側は「記事内容は多数の週刊誌で既に報じられている」と主張したが、一・二審ともプライバシー侵害を認定し、新潮社に132万円の支払いを命じた[32]。2009年1月13日、最高裁判所は一・二審判決を支持し、新潮社側の上告を棄却した[33]。
- 2013年3月号で宗教学者の山折哲雄が皇太子徳仁親王の皇位継承に関する問題提起をした「皇太子殿下、ご退位なさいませ」を掲載[34]、『週刊文春』3月7日号、『女性セブン』3月14日号などの週刊誌で反響を呼び[35]、『朝日新聞』3月25日付ではインタビューが掲載され[36]、『文藝春秋』2013年6月号では対談記事が組まれた[37]。

### 杉田水脈の寄稿に関連する問題

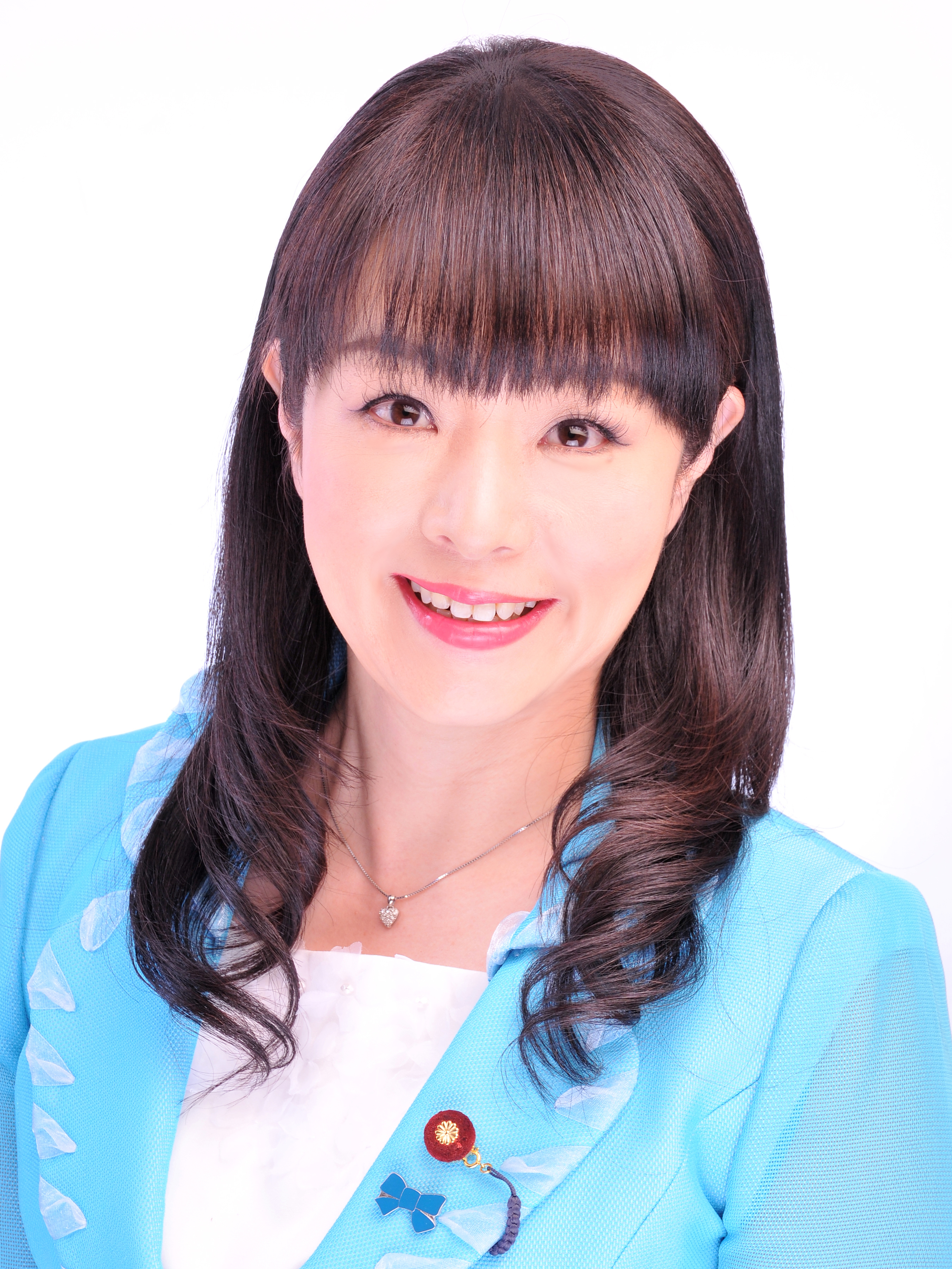
杉田水脈

2018年8月号「【特集】日本を不幸にする『朝日新聞』」で自民党衆議院議員の杉田水脈が「「LGBT」支援の度が過ぎる」を寄稿。文中で杉田はLGBTはそれほど差別されていないのではないか、「LGBTのカップルのために税金を使うことに賛同が得られるものでしょうか。彼ら彼女らは子供を作らない、つまり『生産性』がないのです」と書き、LGBTの権利を拡張する動きに疑問を投げかけた。この杉田の寄稿文は、与野党の政治家やLGBTの当事者・識者など様々な立場から批判を受けた。
批判に対する回答として、2018年10月号に「そんなにおかしいか『杉田水脈』論文」と題する特別企画を掲載した。この企画には小川榮太郎や松浦大悟ら、7人が杉田の主張を擁護する趣旨の文章を寄稿した。月刊Hanadaによると若杉編集長は杉田論文に批判的な論者にも寄稿を求めたが、全員に断られたという。論文の中で八幡和郎は、メディア・リンチともいうべきことが純然たる言論に対して行われたことは前代未聞とし、左翼の矛先が杉田に向かう所以と批判している。
この特別企画に関して、作家の平野啓一郎が「どうしてあんな低劣な差別に加担するのか」と新潮社を非難するなど、再び批判の声が上がった。また新潮社の文芸部が使用するTwitterの公式アカウントが、新潮社を批判する作家らのツイートをリツイートしたことから、新潮社内部からも本誌を非難する動きがあると報じられた。
2018年9月21日、新潮社は反論記事を掲載した2018年10月号について「あまりに常識を逸脱した偏見と認識不足に満ちた表現が見受けられた」と、内容に問題があったことを認める佐藤隆信社長の談話を発表した。その後、9月24日には本社の看板「Yonda?」に「あのヘイト本」と落書き、「あのヘイト本、Yonda?」にされる事件が発生、翌9月25日に休刊を発表している。休刊にあたって新潮社は、「部数低迷に直面し、試行錯誤の過程において編集上の無理が生じた」と説明している。

## 連載作品

### 漫画
- ヤマザキマリ、とり・みき『プリニウス』（2014年1月号 - 終刊、『新潮』に移籍）

### 小説
- 真山仁『オペレーションZ』（2014年10月号 - 2017年3月号）